# 金沢市立馬場小学校

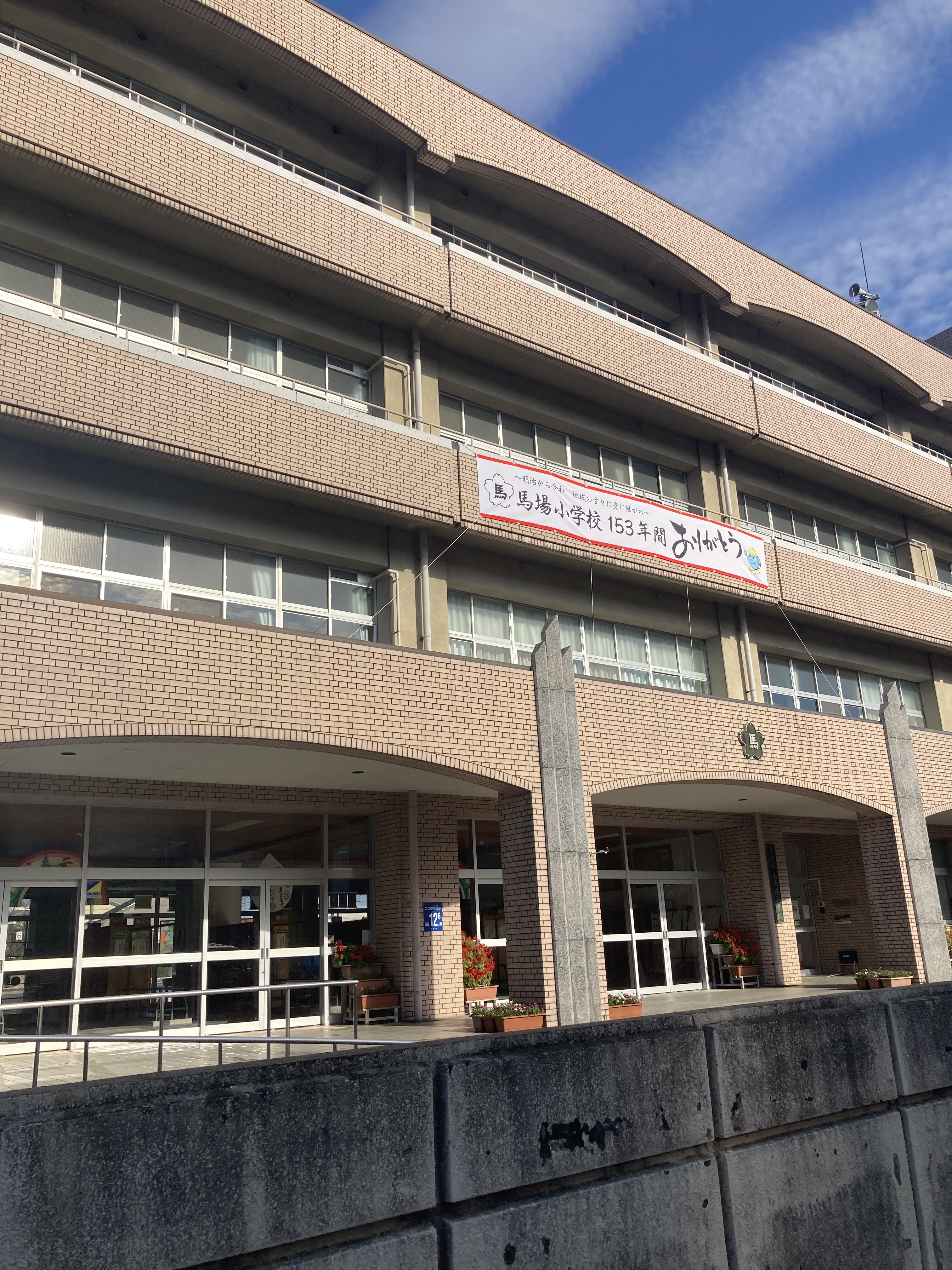
馬場小学校校舎（2023年12月）

金沢市立馬場小学校（かなざわしりつ ばばしょうがっこう、英語: Kanazawa Municipal Baba Elementary School）は、かつて石川県金沢市東山3丁目に所在した公立小学校。

## 概要
- 人権を尊重し個性を認める教育を教育目標として、自分らしい表現力を育成することに重点を置いた教育を行っていた。
- 校舎内には馬場小学校卒業生である[3]泉鏡花・徳田秋声・尾山篤二郎の文学碑「文学の故郷」が建立されている。これは1970年（昭和45年）11月に創立100周年事業の一環で建立されたもので、尾山篤二郎の『雪客』、泉鏡花の『縷紅新草』、徳田秋声の『光を追うて』の各一節が印されている。また、この「文学の故郷」の碑文は、当時ノーベル文学賞受賞で名をはせた川端康成の字であり[3]、石碑が落成された時には川端自身が来校している。
- 同じく創立100周年事業として、プールにはフジヤマのトビウオと呼ばれた古橋廣之進の字で「泳」というプレートが作られた。
- 行事としては、新入生の行事で毎年卯辰山での記念植樹が行われていた[4]。ほかにも、馬場小学校の創立記念日（11月22日）に、「馬場のすてきを伝えよう集会」も、毎年開催されていた[5]。
- 2022年度までは、「BABA-ONE」と呼ばれる独自の行事を開催していた。

## 沿革
《主要な出典：》
- 1871年1月（明治3年11月）[注釈 1] - 金沢区浅野川小橋の側にあった前田掃部邸跡において、小橋小学所創立[7]。
- 1872年9月（明治5年8月） - 学制発布により第十四区学校と改称[注釈 2]。なお、1887年まで校名は7回改称された。[要出典]
- 1873年（明治06年）5月 - 小橋小学所を東馬場小学校と改称[10]。
- 1877年（明治10年）9月 - 東馬場小学校を養成小学校（男児校）と浅汀小学校（女児校）の2校に分離[11]。
- 1880年（明治13年）1月11日 - 山ノ上町2丁目の善導寺内を借りて養成小学校・浅汀小学校の分校を設置（養成浅汀分校と称する）[12][13]。
- 1881年（明治14年）10月30日 - 養成浅汀分校が春日町3丁目に移転し、練長小学校として独立[14]。
- 1885年（明治18年）4月 - 養成小学校を東馬場男児小学校と改称[11]。浅汀小学校を東馬場女児小学校と改称。
- 1886年（明治19年）12月 - 中島男児小学校を東馬場男児小学校に合併[15]。
- 1887年（明治20年）4月 - 東馬場男児小学校を尋常科馬場小学校と改称[16]。
- 1891年（明治24年）6月 - 馬場1番丁26番地（現在地）に校舎を新築、移転。落成式を挙行（男女総合となる）[17]。
- 1892年（明治25年）4月 - 馬場尋常小学校と改称。
- 1904年（明治37年）4月5日 - 新築校舎落成式を挙行[18]。
- 1929年（昭和04年）2月25日 - 出火により校舎全焼[19]。
- 1930年（昭和05年）8月 - 校舎竣工。石川県内で初の鉄筋校舎であった[20]。
- 1931年（昭和06年）3月14日 - 校舎落成式挙行[21]。
- 1941年（昭和16年）4月1日 - 国民学校令施行に伴い、金沢市立馬場国民学校と改称。
- 1947年（昭和22年）4月1日 - 学制改革により、金沢市立馬場小学校と改称。
- 1966年（昭和41年）1月 - 特学分校併置。
- 1970年（昭和45年）11月22日 - 
  - 創立100周年記念事業による「文学の故郷」碑落成[3]。
  - 創立100周年記念式挙行。
- 1972年（昭和47年）4月1日 - 特学分校休校。
- 1987年（昭和62年）
  - 3月8日 - 校舎お別れ式[3]。
  - 4月 - 校舎改築のために、高岡町7番25号[22]所在の旧・松ヶ枝町小学校[注釈 3]に仮移転。
  - 6月 - 校舎改築起工式挙行。
- 1988年（昭和63年）
  - 7月 - 改築校舎完成。
  - 9月29日 - 校舎改築竣工式挙行[3]。
- 2000年（平成12年）4月1日 - 特学教室「うたつ学級」設置。
- 2002年（平成14年）4月1日 - 特学教室「うぐいす学級」設置。
- 2010年（平成22年）11月20日 - 創立140周年記念式挙行。
- 2020年（令和02年）11月22日 - 創立150周年記念式挙行。
- 2024年（令和06年）
  - 3月23日 - 閉校式挙行[23]。同日午後、実行委員会・馬場小学校PTAの主催により閉校記念イベントを実施[24]。
  - 3月31日 - 金沢市立明成小学校との統合により閉校。
  - 4月1日 - 金沢市立馬場小学校を廃止[25]。

## 服装
- 平常時は標準服の着用が義務付けられている。但し、私服登校が可能な時もある。[要出典]

## 主な卒業生
- 泉鏡花（小説家、俳人）
- 徳田秋声（小説家、俳人）
- 尾山篤二郎（国文学者、歌人）
- 織田小覚（官僚、前田侯爵家学事顧問）
- 櫻井錠二（化学者）
- 清水澄（法学者）
- 能登麻美子（声優）

## 進学先中学校
2022年3月まで卒業の児童
金沢市立小将町中学校
2023年3月および2024年3月卒業の児童
金沢市立長町中学校